# Alamgirpur
Alamgirpur (en hindi: अलाम्गिरपुर) es un yacimiento arqueológico de la Cultura del valle del Indo perteneciente al período Harappa-Bara. Está situado en el distrito de Meerut, en Uttar Pradesh (India), a unos 50 km al noroeste de Nueva Delhi. De todas las ciudades de la civilización harappiense, esta es la situada más al este.

## Descubrimientos
Se ha encontrado cerámicas típicas harapienses, además  se encontró la estructura que parece ser una tienda de cerámica. Objetos cerámicos incluyendo azulejos, platos, tazas, jarrones, dados, abalorios, piezas de terracota, carros y figuritas de un Cebú y una serpiente. También se encontró una espada de cobre quebrada.